# オナム

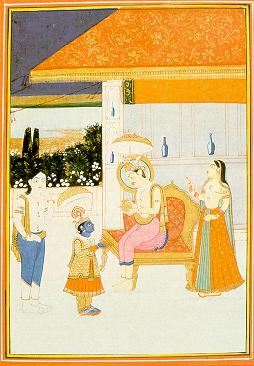
椅子に座るのがアスラ王マハーバリ。祭の主役である。

オナム (ഓണം) とは、インド・ケララ州の祭の名前である。オーナムとも言う。

## 解説

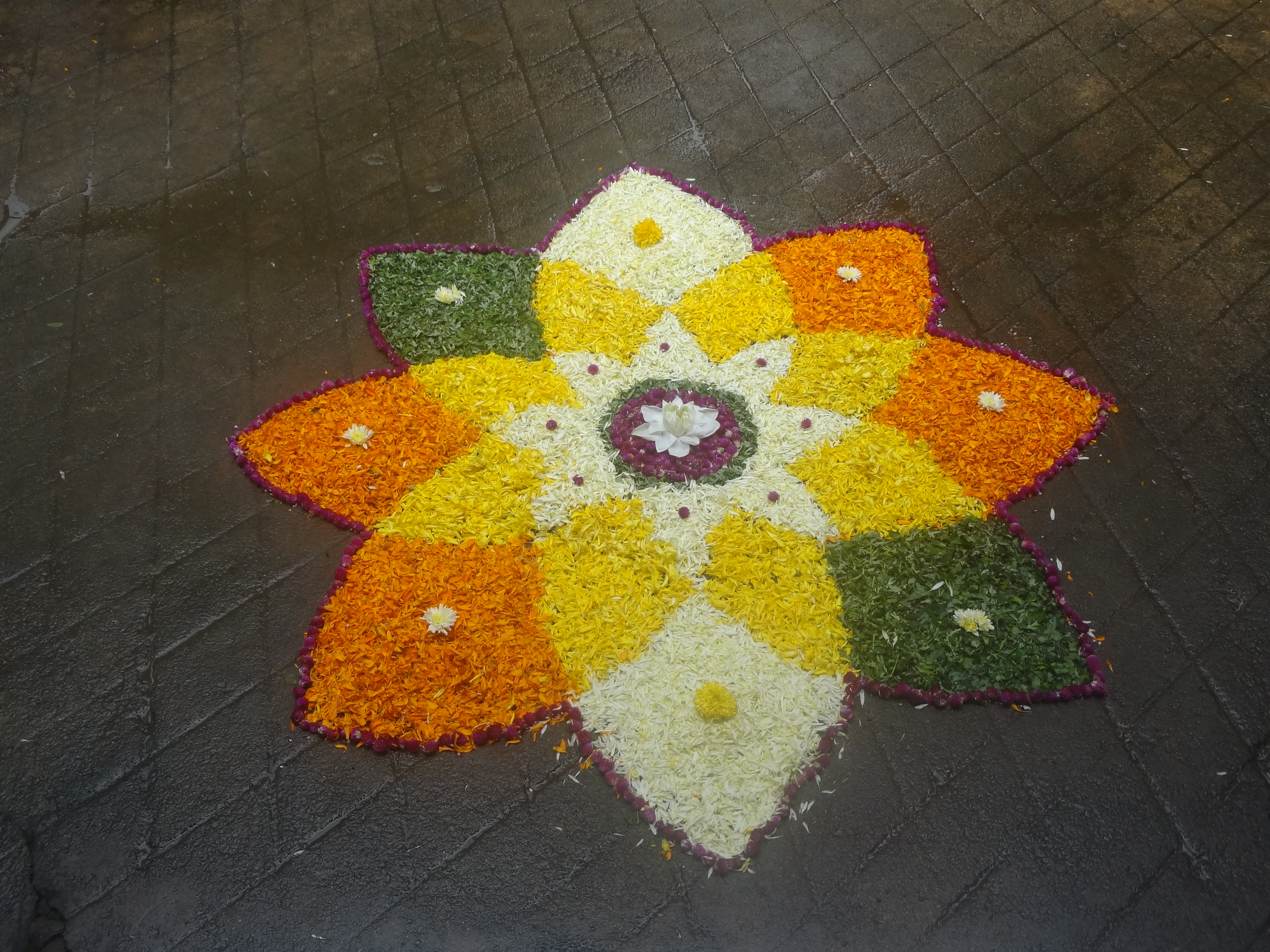
オナムプーカラム

オナム祭は、古代のインド神話に登場するアスラの王・マハーバリを称え、かつマハーバリがケララに戻ってくることを祈願する祭である。ケーララ州最大の祭りとなる。祭りは、インドのマラヤーラム暦におけるチンガム月 (Chingam) と呼ばれる月の最後の10日間に開催される。オナム祭は収穫祭としての色合いも持つ。オナム祭は千数百年の伝統があるとも言われ、今日ではケララ州だけでなく、世界各地のケララ移民のコミュニティでも行われている。また、オナム祭開催時には花や色砂を用いて、オナムプーカラム (Onam pookkalam) と呼ばれる円形の装飾（またはフラワーカーペット）が街のあちこちで作られる。花びらも街のあちこちに舞い降りる。これらの華やかなオナムプーカラムは、マハーバリを迎え入れるためのものである。
Atham という日がオナム祭の初日である。Thrikkakara Temple（ここにマハーバリは住まうという）寺院から公式に祭りの初日が始まる。Anizham と呼ばれる5日目には、「スネークボートレース」（現地名「Vallam Kali」）という競争もケララ州の数箇所で行なわれる。

## プリカリ

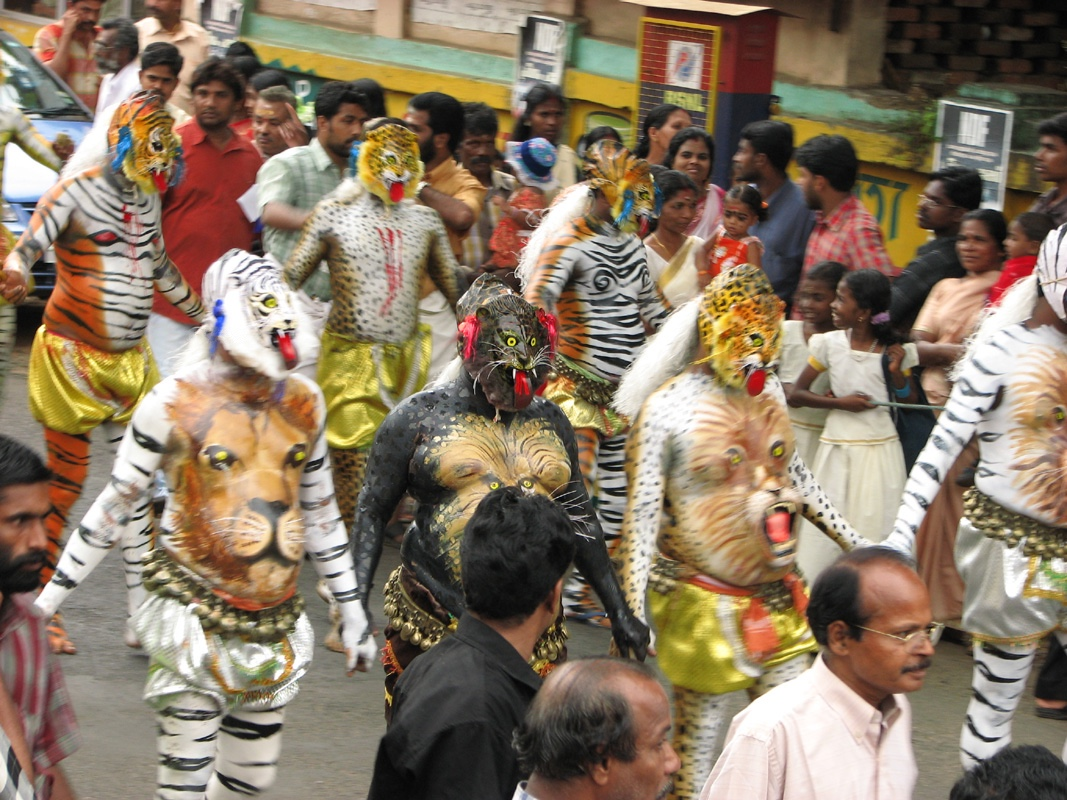
最終日「プリカリ」で虎に扮する人々

最終日は「聖なるオナム祭」とも言われる。この最終日に「プリカリ」 (Puli Kali) という祭が行なわれる。「Puli」が豹か虎という意味で、「Kali」が遊ぶという意味である。オナム祭の中で最も特筆に価する祭りである。なぜなら、プリカリでは虎（または虎人）に扮装をした人々による虎踊りが行なわれるからである。トリチュール市 (Thrissur) のプリカリが有名である。プリカリは200年以上の伝統を誇るといわれている。コーチン藩王国 Sakthan Thampuran 藩王のころから「プリカリ」はあったといわれている。